# Dimitrie Pompeiu
Dimitrie Pompeiu (Broscăuţi, 22 de setembro de 1873 — Bucareste, 8 de outubro de 1954) foi um matemático romeno.